# 佩德羅索山

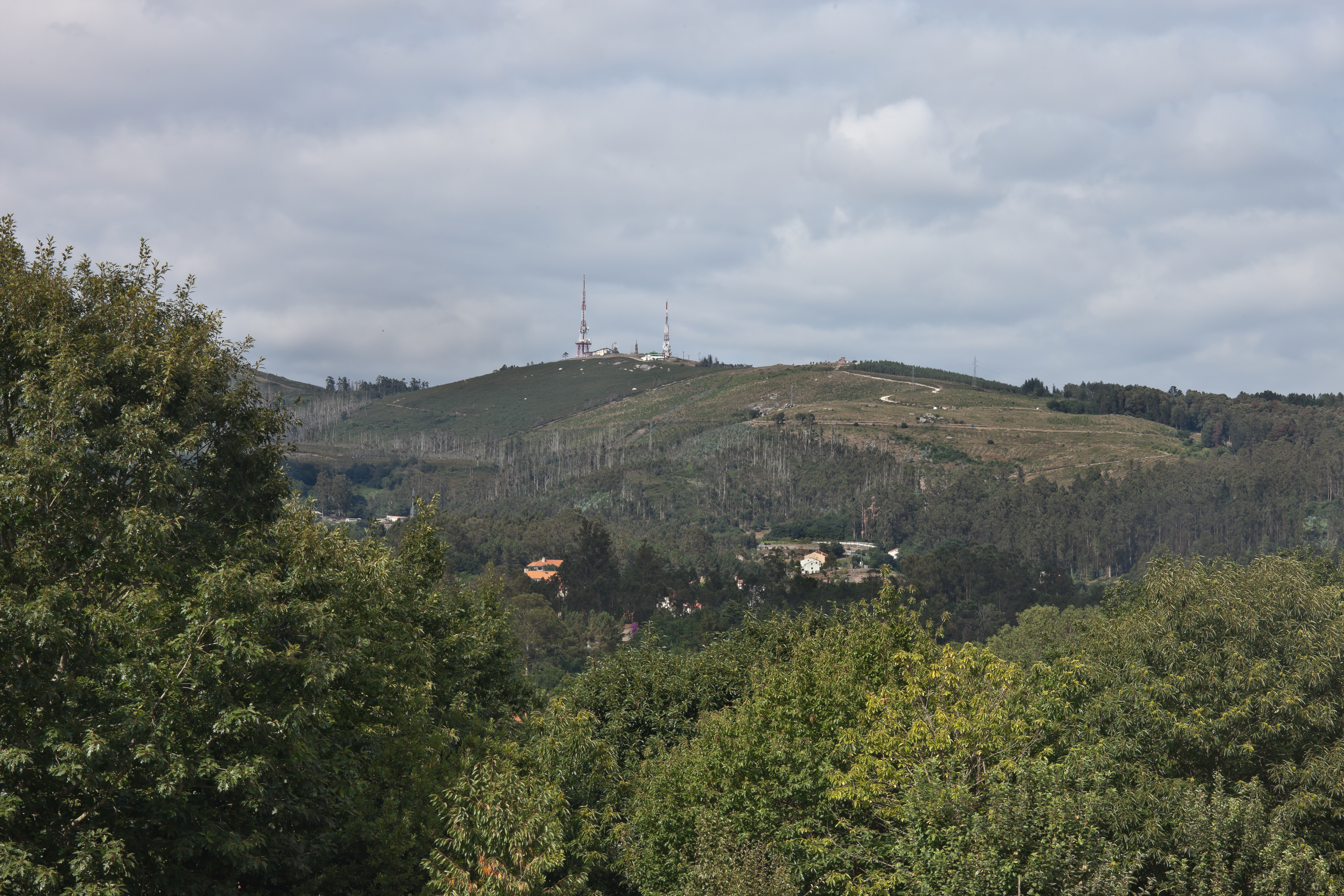

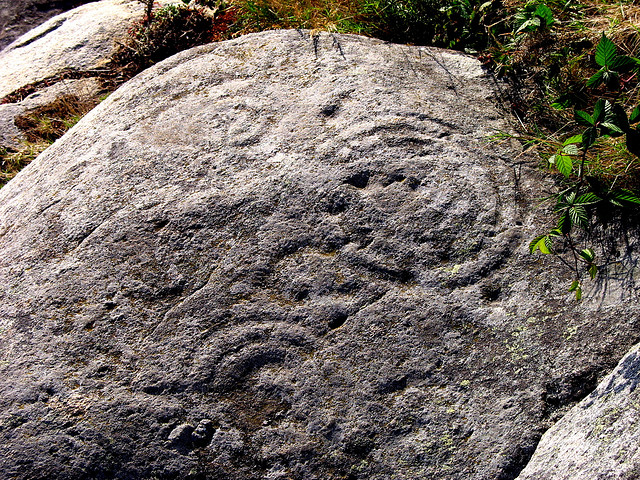

佩德羅索山（西班牙語：Monte Pedroso），是西班牙的山峰，位於該國西北部加利西亞自治區，處於聖地亞哥-德孔波斯特拉附近，屬於加利西亞山脈的一部分，海拔高度456米。